# Japonsko na Letních olympijských hrách 1996
Japonsko se účastnilo Letní olympiády 1996. Zastupovalo ho 307 sportovců (157 mužů a 150 žen) ve 27 sportech.

## Medailisté
| Medaile | Jméno | Sport                   | Soutěž                       |
| ------- | --- | ----------------------- | ---------------------------- |
| Zlato   | Tadahiro Nomura | Judo                    | Muži do 60 kg                |
| Zlato   | Kenzó Nakamura | Judo                    | Muži do 71 kg                |
| Zlato   | Júko Emotová | Judo                    | Ženy do 61 kg                |
| Stříbro | Masanori Sugiura Takajuki Takabajaši Jošitomo Tani Hitoši Ono Jasujuki Saigó Tomoaki Sató Daišin Nakamura Masahiro Nodžima Hideaki Ókubo Kóiči Misawa Masahiko Mori Masao Morinaka Takaši Kurosu Takao Kuwamoto Nobuhiko Macunaka Takeo Kawamura Džútaró Kimura Kósuke Fukudome Tadahito Iguči Makoto Imaoka | Baseball                | Družstvo mužů                |
| Stříbro | Jukimasa Nakamura | Judo                    | Muži do 65 kg                |
| Stříbro | Tošihiko Koga | Judo                    | Muži do 78 kg                |
| Stříbro | Rjóko Taniová | Judo                    | Ženy do 48 kg                |
| Stříbro | Jóko Tanabeová | Judo                    | Ženy do 72 kg                |
| Stříbro | Alicia Kinošitaová Jumiko Šigeová | Jachting                | Družstvo žen třída 470       |
| Bronz   | Júko Arimoriová | Atletika                | Ženy maratonský běh          |
| Bronz   | Takanobu Džumondži | Cyklistika              | Muži 1000 m s pevným startem |
| Bronz   | Noriko Narazakiová | Judo                    | Ženy do 52 kg                |
| Bronz   | Džunko Tanakaová Mija Tačibanaová Kaori Takahašiová Miho Takedaová Miho Kawabeová Akiko Kawaseová Riho Nakadžimaová Raika Fudžiiová Majuko Fudžikiová Rei Džinbová | Synchronizované plavání | Družstvo žen                 |
| Bronz   | Takuja Óta | Zápas                   | muži, volný styl do 74 kg    |